# Sas
Pour les articles homonymes, voir Sas (homonymie).
 (avril 2012).
Si vous disposez d'ouvrages ou d'articles de référence ou si vous connaissez des sites web de qualité traitant du thème abordé ici, merci de compléter l'article en donnant les références utiles à sa vérifiabilité et en les liant à la section « Notes et références ».

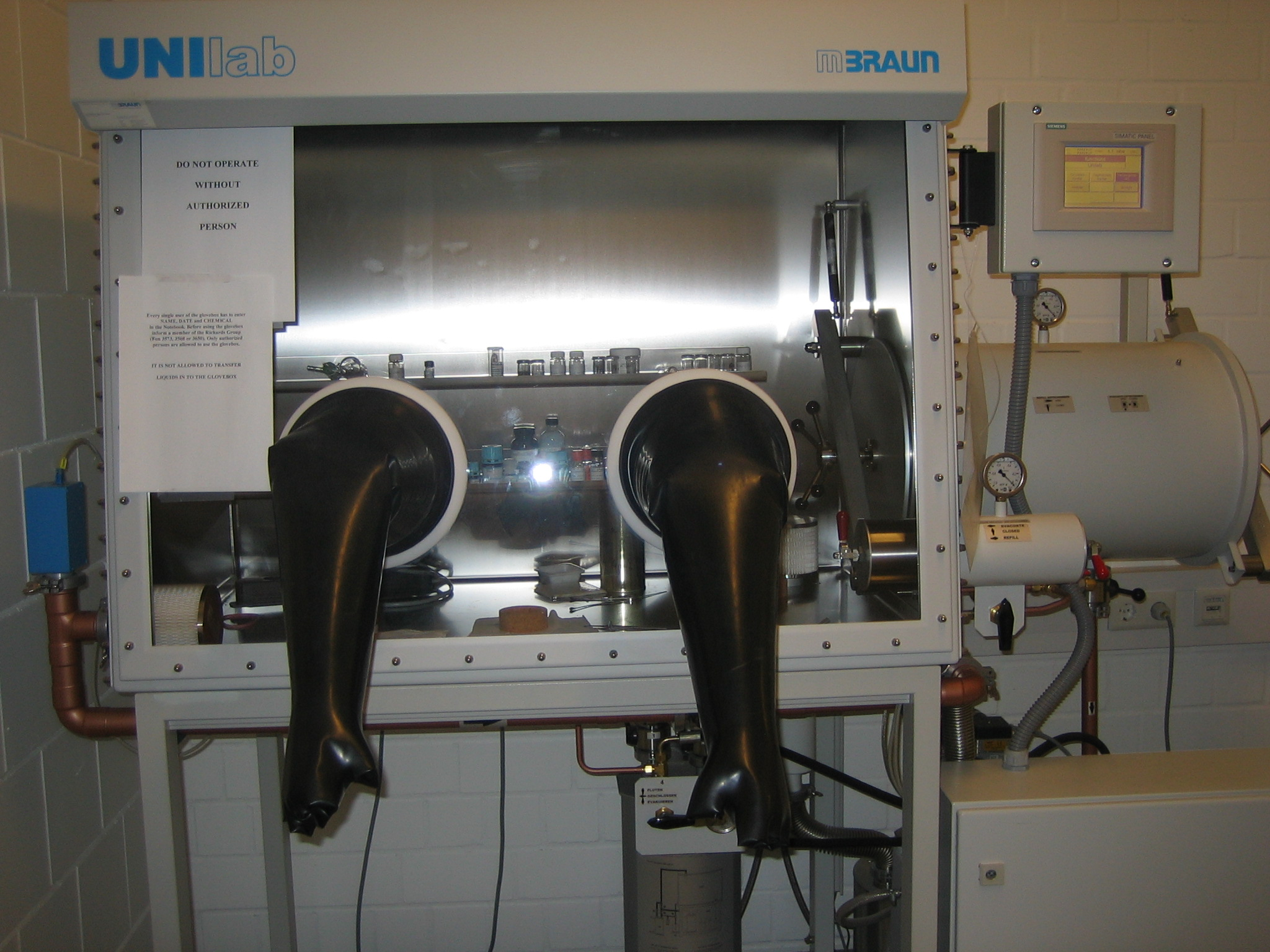
Un caisson à gants, sur le côté se trouve un sas d'entrée, permettant d'introduire des objets dans l'atmosphère stérile ou inerte qui règne à l'intérieur du caisson.

Un sas est un caisson ou une pièce étanche entre deux milieux différents, munis de deux portes étanches. C'est aussi un passage sécurisé pour les personnes dans certains bâtiments comme les banques, ou une porte technique d'un véhicule (bateau, sous-marin, vaisseau spatial) permettant le passage de deux milieux différents, ou un caisson permettant d'introduire des objets dans un lieu où règnent des conditions particulières.
On trouve des sas au niveau des écluses, des salles blanches ou des cuisines industrielles, pour les compartiments de confinement (aussi dans les fermes aux papillons ou volières pour éviter que les animaux ne s'échappent), les tamis, les zones intermédiaires à deux environnements différents.

## Dans la marine

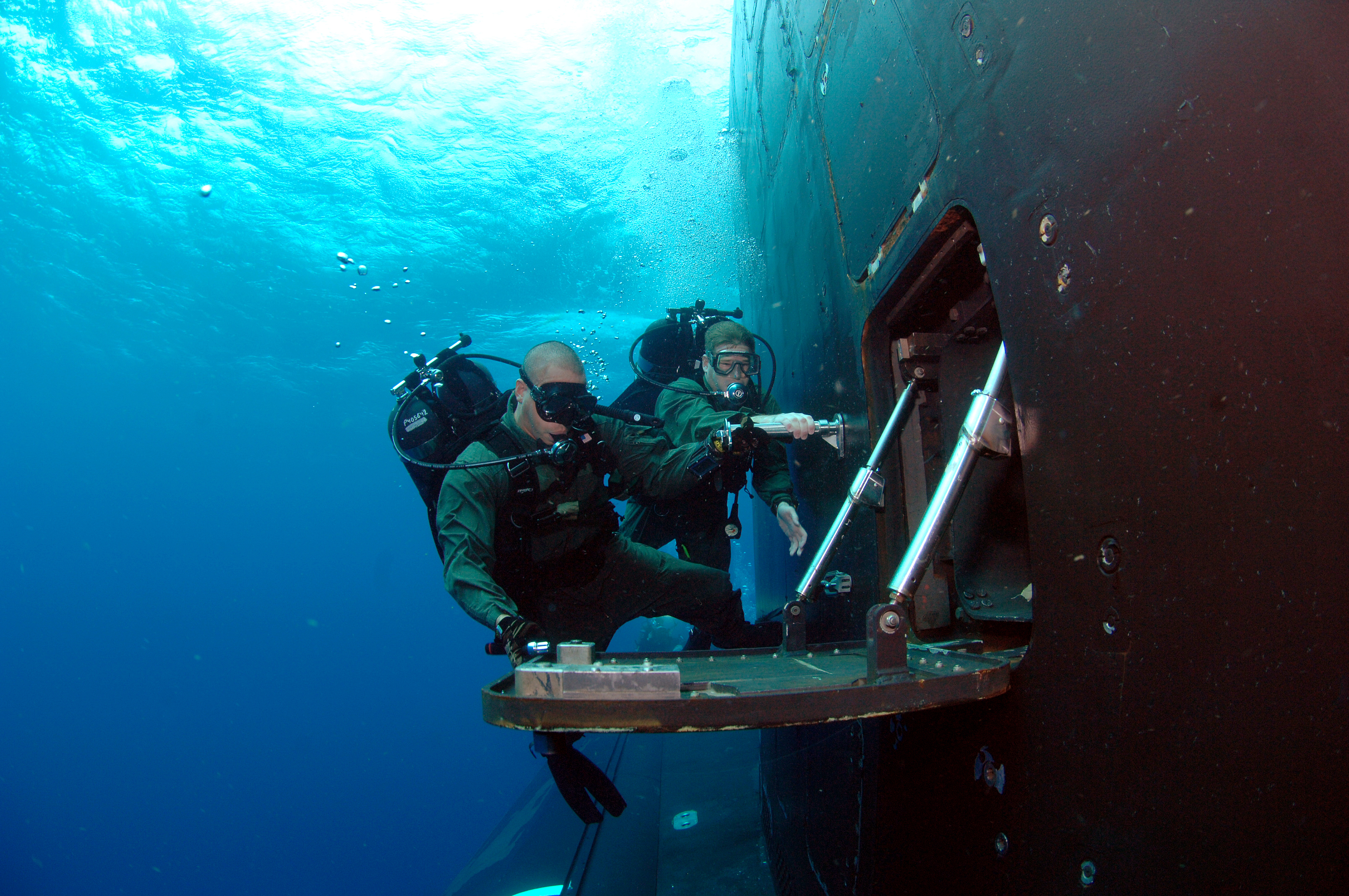
Sas de plongée dans un sous-marin nucléaire américain, pour les SEAL, 2007.

Un sous-marin dispose généralement d'un ou plusieurs sas : la sortie normale vers le massif, un ou plusieurs sas de sauvetage.
Un sas peut permettre l'embarquement ou le débarquement de plongeurs à bord d'un sous-marin tel le classe X.
Le tube de lancement des torpilles est parfois utilisé comme sas afin de permettre à des nageurs de combat de sortir discrètement d'un sous-marin.
L'ouverture de sas sur un bateau peut permettre le sabordage de celui-ci.

## Dans les travaux publics
Les sas permettent le creusement de mines sous pression grâce au « procédé Triger» qui consiste à envoyer de l’air comprimé dans la mine, pour maintenir l’eau au fond du puits.

## Aéronautique/astronautique

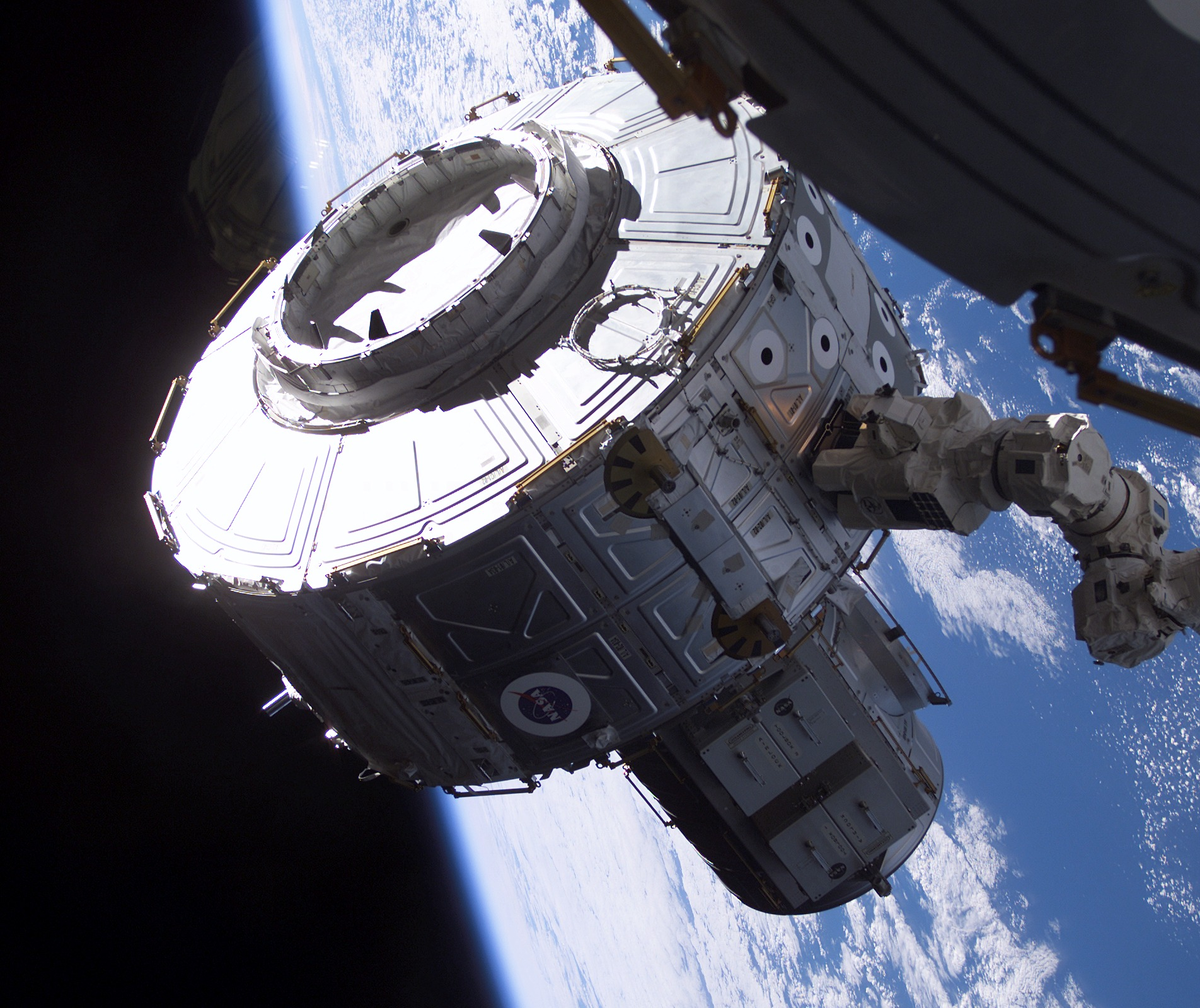
Sas Quest de l'ISS.

Quest est le nom d'un sas de la Station spatiale internationale.
Un sas est souvent présent entre deux vaisseaux spatiaux afin de permettre un équilibrage des pressions et une sécurité en cas de rupture de liaison.

## Technologie
Le sas est un dispositif généralement rotatif, permettant le passage entre deux enceintes où règnent des atmosphères de caractéristiques différentes (pression, température, humidité relative) et que l'on veut isoler l'une de l'autre (définition du CNRTL).
Il peut aussi être réalisé par une succession de rideaux qui permettent d'isoler progressivement un milieu sain de milieux agressifs (pression, poussières, polluants).

## Divers
On parle aussi de sas pour parler de trappes d'accès à des véhicules, comme dans le cas des trappes des conducteurs de chars d'assaut.
Dans le milieu médical, un sas est nécessaire pour séparer des environnements de conditions sanitaires différentes : milieu stérile ↔ milieu ambiant ↔ milieu contaminé.
Un sas vélo ou sas cyclable est un espace réservé aux cyclistes, entre la ligne d'arrêt des véhicules et un passage piéton à un carrefour à feux tricolores.